# Mir u Schönbrunnu
Mir u Schönbrunnu potpisan je 14. listopada 1809. godine u palači Schönbrunn u Beču između Austrije i Francuske.
Austrija je mirom u Schönbrunu Francuskoj ustupila Istru i Hrvatsku južno od Save. Ti su krajevi ušli u sastav novoustrojenih Ilirskih pokrajina.